# Carlo Felice Soave
Carlo Felice Soave (Lugano, 8 ottobre 1749 – Milano, 29 aprile 1803) è stato un architetto svizzero, fratello minore del filosofo Francesco Soave (1743-1806).

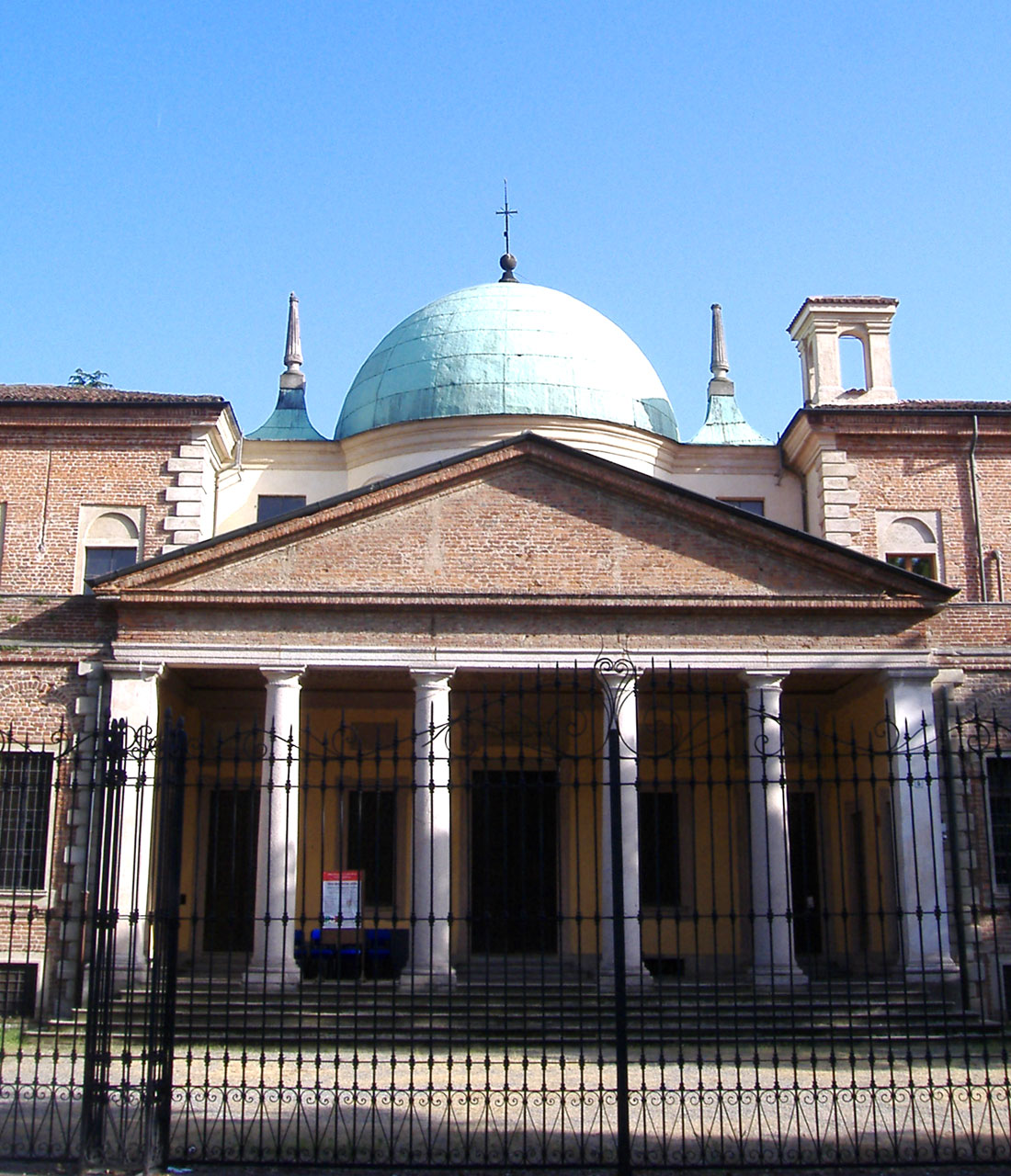
Ospedale Soave di Codogno, facciata

Fu per diversi anni architetto capo del Duomo di Milano.
I suoi progetti sono caratterizzati da una forte influenza classicista e da grande rigore. Insieme a Simone Cantoni, cui fu legato da rapporto di amicizia, fu uno dei maggiori interpreti del neoclassicismo in Lombardia.
Nato a Lugano nel 1749, studiò presso l'Accademia di belle arti di Parma; rientrato a Milano si dedicò per un periodo all'insegnamento presso la scuola di San Pietro in Gessate. Nel 1795 fu nominato architetto del Duomo: suo il progetto della nuova facciata, che fu eseguito solo in modo parziale. Tra i suoi progetti a Milano si annoverano il palazzo Anguissola, palazzo Bovara e il palazzo Alari Visconti.
A Como progettò alcune ville (Villa Salazar e Villa Scacchi-Carminati); suoi anche i progetti di Villa Passalaqua a Moltrasio e della chiesa di San Giuseppe e di palazzo Crivelli Serbelloni a Luino. A Pandino progettò la chiesa di Santa Margherita; a Codogno l'ospedale, realizzato a partire dal 1779, il quadriportico della chiesa di Santa Maria delle Grazie e casa Belloni Dragoni, mentre a Pavia ridisegnò Casa Dattili.